# Viện Đại học Bách khoa Thủ Đức
Viện Đại học Bách khoa Thủ Đức (tên tiếng Anh: Thủ Đức Polytechnic University, gọi tắt là Thủ Đức Poly) là một viện đại học công lập có khuôn viên chính nằm ở Thủ Đức, tỉnh Gia Định được thành lập vào năm 1973 và đi vào hoạt động vào năm 1974 dưới chính thể Việt Nam Cộng hòa.
Sau năm 1975, dưới chính thể Cộng hòa Xã hội Chủ nghĩa Việt Nam, Viện Đại học Bách khoa Thủ Đức bị giải thể và chia thành nhiều cơ sở đơn lẻ theo mô hình phân tán ngành học của Liên Xô, trong đó có Trường Đại học Bách khoa Thành phố Hồ Chí Minh, Trường Đại học Sư phạm Kỹ thuật Thành phố Hồ Chí Minh, và Trường Đại học Nông Lâm Thành phố Hồ Chí Minh.

## Bối cảnh ra đời
Trong hai thập niên 1960 và 1970, lúc hội nghị hòa bình đang diễn ra ở Paris, chính phủ Việt Nam Cộng hòa ráo riết lên kế hoạch tái thiết sau chiến tranh, với viễn cảnh là hòa bình sẽ lập lại ở Việt Nam, một chính phủ liên hiệp sẽ được thành lập, người lính từ các bên trở về cần được đào tạo để tái hòa nhập vào xã hội. Trong khuôn khổ kế hoạch đó, có hai mô hình cơ sở giáo dục đại học mới và mang tính thực tiễn được hình thành, đó là trường đại học cộng đồng (tiếng Anh: community college) và viện đại học bách khoa (tiếng Anh: polytechnic university).
Viện đại học bách khoa là một cơ sở giáo dục đại học đa ngành, đa lĩnh vực, và chú trọng đến các ngành thực tiễn (như kỹ thuật, nông nghiệp, lâm nghiệp, thú y) - đây là điểm khác biệt giữa mô hình "viện đại học bách khoa" và mô hình "viện đại học". Viện Đại học Bách khoa Thủ Đức được thành lập dựa theo mô hình các polytechnic university ở tiểu bang California, Hoa Kỳ, thời đó như: California Polytechnic State University ở San Luis Obispo và California State Polytechnic University ở Pomona. Mô hình "viện đại học bách khoa" không giống mô hình "trường đại học bách khoa" được thành lập dưới hai chính thể Việt Nam Dân chủ Cộng hòa và Cộng hòa Xã hội Chủ nghĩa Việt Nam, ví dụ Trường Đại học Bách khoa Hà Nội, Trường Đại học Bách khoa Thành phố Hồ Chí Minh, và Trường Đại học Bách khoa Đà Nẵng, vì các trường này chỉ tập trung vào các ngành kỹ thuật.

## Lịch sử

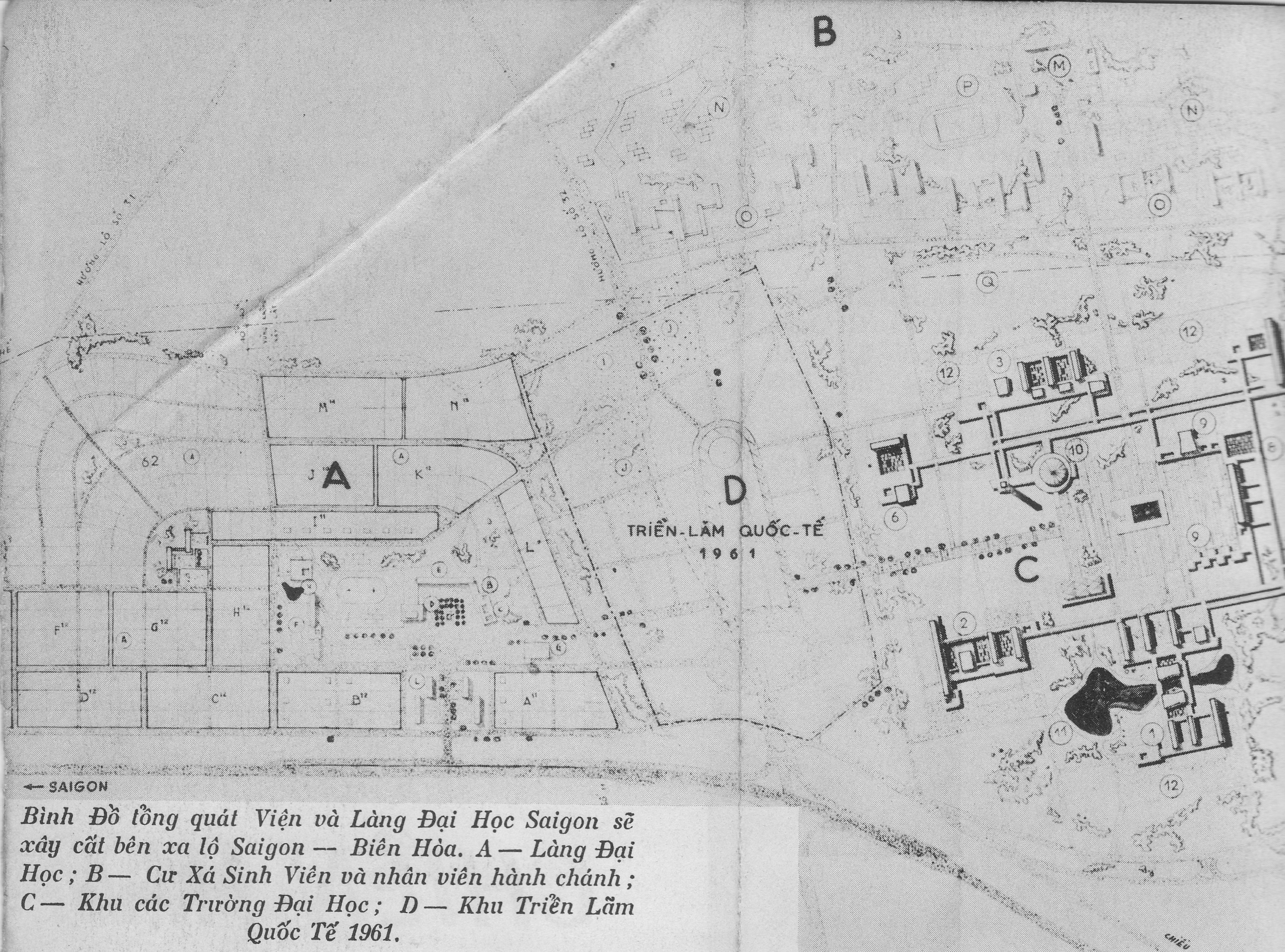
Sơ đồ Làng Đại học thuộc Viện Đại học Sài Gòn dự kiến xây dựng ở Thủ Đức. Dự án này sau đó chỉ thực hiện một phần để lập ra Viện Đại học Bách khoa Thủ Đức với khuôn viên chính rộng 600 héc-ta nằm ở quận Thủ Đức, cạnh xa lộ Biên Hòa và Xa lộ Đại Hàn.

Viện Đại học Bách Khoa Thủ Đức được thành lập bởi Sắc Lệnh số 264-TT/SL do Tổng thống Việt Nam Cộng hòa Nguyễn Văn Thiệu ký ngày 29/3/1973. Tiến sĩ Đỗ Bá Khê Thứ trưởng Bộ Văn hóa, Giáo dục và Thanh Niên được cử làm Viện trưởng Viện Đại học Bách Khoa Thủ Đức.
Sang năm sau Học viện Quốc gia Kỹ thuật được biến cải thành Trường Đại học Kỹ thuật và sáp nhập vào Viện Đại học Bách khoa Thủ Đức bởi Sắc lệnh số 010-SL/VHGDTN do Thủ tướng Trần Thiện Khiêm ký ngày 11 Tháng Giêng năm 1974. Tiến sĩ Nguyễn Thanh Toàn được cử làm Khoa trưởng Trường Đại học Kỹ thuật. 
Trong thời gian đầu, Viện Đại học Bách khoa Thủ Đức có các trường đại học chuyên về Nông nghiệp, Kỹ thuật, Giáo dục Kỹ thuật, Khoa học, Kinh tế-Quản trị, và Thiết kế Đô thị; ngoài ra còn có trường đào tạo sau đại học. Theo dự kiến, các cơ sở giáo dục đều gom chung lại trong một khuôn viên rộng lớn, tạo một môi trường gợi hứng cho trí thức suy luận, với một cảnh trí được thiết kế nhằm nâng cao óc sáng tạo; quản lý hành chính tập trung để tăng hiệu năng và giảm chi phí.
Hạt mầm của Viện Đại học Bách khoa Thủ Đức là đề án Làng Đại học Thủ Đức của Viện Đại học Sài Gòn được chính phủ Đệ Nhất Cộng hòa soạn ra vào tháng 1 năm 1961. Đây là một phần trong quy hoạch tổng thể đô thành Sài Gòn và kế hoạch kiến thiết quốc gia. Theo kế hoạch đó thì các Trường Đại học Khoa học, Văn khoa, Sư phạm, Luật khoa, và Trường Cao đẳng Kiến trúc sẽ dời lên Thủ Đức. Riêng Trường Đại học Y Dược sẽ được giữ lại ở Sài Gòn. Hai kiến trúc sư Ngô Viết Thụ và Lê Văn Lắm được giao thiết kế Làng Đại học Thủ Đức trên diện tích 3 km² bao gồm các cơ sở hành chánh, thư viện, sân vận động, cư xá sinh viên, và 300 ngôi nhà dành cho giáo sư và nhân viên. Vì tình hình chiến tranh, dự án này bị đình trệ và sau đó chỉ thực hiện một phần để lập ra Viện Đại học Bách khoa Thủ Đức.

## Các trường thành viên
Viện Đại học Bách khoa Thủ Đức gồm có 7 trường đại học thành viên, trong đó có 3 trường đã tồn tại và hoạt động riêng rẽ trước đó và 4 trường mới:
1. Trường Đại học Kỹ thuật: Tiền thân là Trung tâm Quốc gia Kỹ thuật Phú Thọ (1957), bao gồm Trường Cao đẳng Công chánh, Trường Cao đẳng Điện lực, Trường Kỹ sư Công nghệ, và Trường Việt Nam Hàng hải. Năm 1972, Trung tâm này trở thành Học viện Quốc gia Kỹ thuật. Năm 1974, Học viện Quốc gia Kỹ thuật đổi tên thành Trường Đại học Kỹ thuật và sáp nhập vào Viện Đại học Bách khoa Thủ Đức. Dưới chính thể Cộng hòa Xã hội Chủ nghĩa Việt Nam, Trường Đại học Kỹ thuật trở thành Trường Đại học Bách khoa Thành phố Hồ Chí Minh.[5]
2. Trường Đại học Nông nghiệp: Tiền thân là Trung tâm Quốc gia Nông-Lâm-Súc, rồi Học viện Quốc gia Nông nghiệp (1972). Dưới chính thể Cộng hòa Xã hội Chủ nghĩa Việt Nam, Trường Đại học Nông nghiệp trở thành Trường Đại học Nông Lâm Thành phố Hồ Chí Minh.[6]
3. Trường Đại học Giáo dục: Tiền thân là Trung tâm Huấn luyện Sư phạm Kỹ thuật. Dưới chính thể Cộng hòa Xã hội Chủ nghĩa Việt Nam, Trường Đại học Giáo dục trở thành Trường Đại học Sư phạm Kỹ thuật Thủ Đức (1976) rồi Trường Đại học Sư phạm Kỹ thuật Thành phố Hồ Chí Minh (1984).
4. Trường Đại học Kinh Thương ("Kinh Thương" là viết tắt của "Kinh tế và Thương mại").
5. Trường Đại học Khoa học Cơ bản.
6. Trường Đại học Thiết kế Thị Thôn ("Thị Thôn" là viết tắt của "Thành thị và Nông thôn").
7. Trường Sau Đại học (tiếng Anh: College of Graduate Studies), điều phối các chương trình đào tạo bậc cao học và tiến sĩ.

## Những nhân vật liên quan
- Đỗ Bá Khê: sinh năm 1922 tại Mỹ Tho, mất năm 2005 tại Hoa Kỳ; tiến sĩ giáo dục (Viện Đại học Southern California); Thứ trưởng Bộ Văn hóa, Giáo dục, và Thanh niên thời Đệ Nhị Cộng hòa. Ông là viện trưởng sáng lập và là người đích thân hướng dẫn việc thiết kế và xây dựng Viện Đại học Bách khoa Thủ Đức. Ông còn là người đã thiết lập hệ thống các trường đại học cộng đồng ở miền Nam Việt Nam và được xem là "cha đẻ của các trường đại học cộng đồng Việt Nam".